# Manie dansante

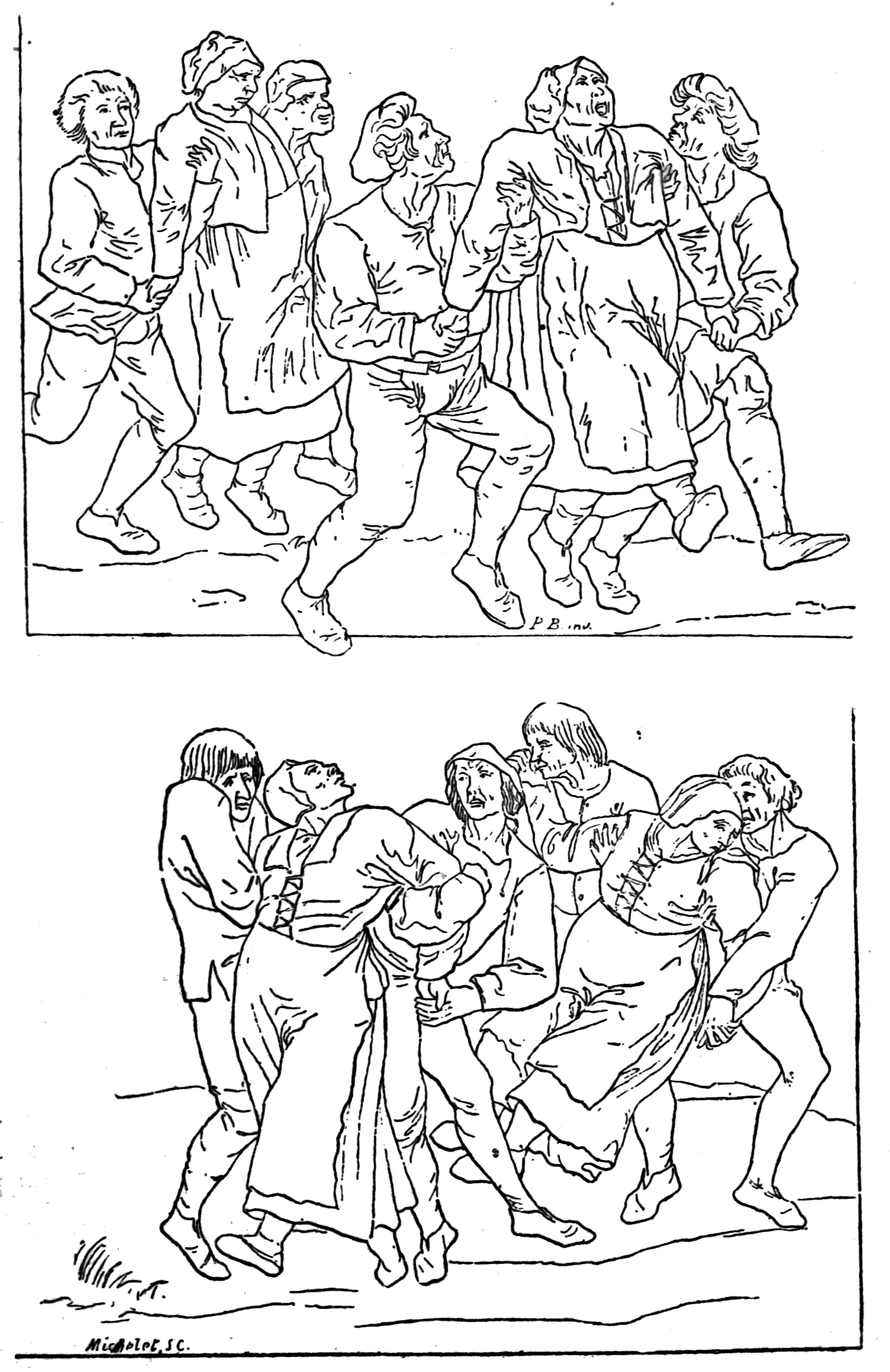
Illustrations d'un ouvrage de J.-M. Charcot et Paul Richer, 1887.

La manie dansante, chorémanie, ou encore épidémie de danse de Saint-Guy, est un phénomène d'hystérie collective qui a principalement été observé en Allemagne et en Alsace entre le XIVe et le XVIIIe siècle. Un groupe de personnes se mettaient subitement à danser de façon incontrôlée et étrange. Ce mal affectait aussi bien des hommes, des femmes ou des enfants, qui se mettaient à danser jusqu'à s'écrouler de fatigue et continuaient à se tortiller même une fois à terre.

## Recensements du phénomène
Plusieurs manifestations importantes de manie dansante ont été répertoriées au cours des siècles, notamment le 15 juin 1237 à Erfurt, le 24 juin 1374 aux Pays-Bas et/ou à Aix-la-Chapelle, en 1417 et 1418 en Alsace, et en 1518 à Strasbourg, où elle aurait concerné les femmes (voir l'article Épidémie dansante de 1518). D'autres cas furent répertoriés à travers toute l'Europe comme aux Pays-Bas, à Cologne, ou à Metz.
Le journal Le Monde indique que l'épidémie de Strasbourg de 1518 « est l'une des mieux documentées. C'est même la seule à avoir pu être reconstituée aussi précisément. […] Au total, une vingtaine d'épisodes comparables ont été rapportés entre 1200 et 1600. Le dernier serait survenu à Madagascar, en 1863 ».
Les archives Strasbourgeoises de l'époque incluent des notes des médecins, des sermons, des chroniques locales, et les billets émis par le conseil municipal, complètement débordé par la situation.
Selon la tradition, cette épidémie, attribuée alors à l'influence du diable, serait apparue au Ve siècle « dans les couvents et chez les ermites ». La chapelle de Saint-Guy (Vitsgrotte) à Saverne était un lieu de pèlerinage pour les malades atteints de cette affection.

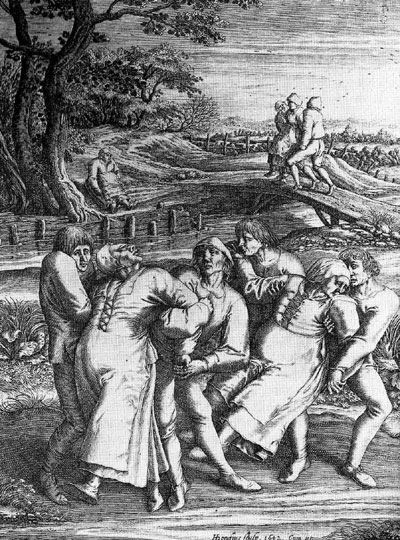
La danse de Saint-Guy par Hondius d'après Brueghel, 1642 (qui inspira l'illustration précédente).

Auguste Stoeber mentionne à ce sujet des rimes de Kleinlawel[Qui ?] issues de la Chronique de Strasbourg : 
Une étrange maladie en ce temps

A envahi le peuple

Beaucoup de gens, par folie

Se sont mis à danser

Tout le jour et la nuit

Sans repos

Jusqu'à en tomber évanouis

Plusieurs en sont morts.
Le terme de « danse de Saint-Guy » était passé dans le langage courant sous forme d'imprécations, et on disait par exemple « La danse de Saint-Guy te prenne le ventre et le nombril ! ».
Paracelse nomma cette maladie « chorée » et refusa de mêler ces manifestations à saint Guy ou de dresser tout autre lien religieux.
Dans la littérature anglophone, la manie dansante ou danse de Saint-Guy est appelée « danse de Saint-Vitus », un autre nom du même saint.